# Anna Bloch
Anna Kirstine Bloch (født Lindemann; 2. februar 1868 i Horsens – 25. november 1953 i København) var en dansk skuespiller.
Hun blev optaget på Det Kongelige Teater og var elev hos bl.a. Emil Poulsen og debuterede i 1885 som Titania i William Shakespeares En skærsommernatsdrøm. Hun mødte efter debuten sin senere mand, William Bloch, som også underviste hende. De blev gift i 1887. Sammen skrev de i 1886 Frk. Nelly, hvori Anna Bloch senere spillede hovedrollen. Hun fik sit store gennembrud i 1888 i rollen som Trine i Aprilsnarrene af Johan Ludvig Heiberg.
Efter en lang karriere, hvor hun ofte spillede den unge pige, stoppede hun på Det kongelige Teater i 1918, men vendte tilbage 1922-1925 som gæsteskuespiller. Hun faldt aldrig rigtigt til i 1900-tallets teater. Hendes allersidste rolle var i Ludvig Holbergs Den vægelsindede, der blev opført som åbningsforestilling for Stærekassen i 1931. 1910 modtog hun Ingenio et arti.
Hun er begravet på Vestre Kirkegård i København.